# José Manuel Pinto
José Manuel Pinto Colorado (Cádiz, 1975. november 8. –) spanyol kapus.

## Pályafutása

### Klub
Pinto a Real Betis csapatában nevelkedett, az első csapatnál az 1997-98-as szezonban mutatkozott be. A második félidőben csereként lépett pályára a Racing Santander ellen.
Egy évvel később a Celta Vigo csapatába került. A 2005-06-os szezonban Zamora-díjat nyert, 37 mérkőzésen csak 28 gólt kapott a spanyol kapus. Ő volt a csapatkapitány, az első élvonalban 125 meccsen védett.
Pinto kölcsönbe érkezett az FC Barcelona csapatába 2008. január 18-án. Albert Jorquera sérülése miatt volt szükség rá, második számú kapus volt Víctor Valdés mögött. Első mérkőzését április 26-án játszhatta a Deportivo La Coruña ellen, ahol a barcelonai csapat 2-0-s vereséget szenvedett.
2008. május 30-án a Barcelona végleg megvásárolta Pintót.

### Válogatott
A 2012-es labdarúgó-Európa-bajnokság spanyol keretének a tagja, válogatott mérkőzésen egyelőre nem szerepelt.

## Sikerei, díjai
- FC Barcelona
  - Spanyol bajnok: 2008–09
  - Spanyolkupa-győztes: 2008–09
  - Bajnokok ligája győztes: 2008–09,2010-11

- Egyéni
  - Zamora-díj: 2005–06